# Тхоржевский, Иван Феликсович
Иван Феликсович Тхоржевский (1843, Севастополь, Таврическая губерния — 3 [16] апреля 1910, Тифлис) — русский поэт и переводчик, редактор, издатель.

## Биография
Из дворян. Детство провёл в Крыму. Рано потерял отца. Не окончив курса в Симферопольской гимназии, в 1862 году выдержал экзамен в Харьковском университете на звание фармацевта, также слушал лекции на юридическом факультете, но из-за материальных трудностей оставил университет и переехал в Ростов-на-Дону, где занялся частной адвокатской практикой. С 1865 года делопроизводитель ростовского отделения коммерческого совета; с мая 1869 года ― секретарь съезда мировых судей ростовского судебного округа. С августа 1869 года в отставке. По инициативе ростовского городского головы А. М. Байкова Тхоржевский стал секретарём Ростовской городской думы и редактором «Ведомостей Ростовской-на-Дону городской Думы (Управы)». С этого времени началась его журналистская и литературная деятельность. Уже первые выступления в печати свидетельствовали о демократических симпатиях Тхоржевского (очерк «Нигилист» — 1864). Первая стихотворная публикация — «Пропащей» (1865).
В 1874 году Тхоржевский женился в третий раз [от первого брака с Александрой Сербиновой (ум. в 1870) имел дочь Ольгу; в 1872 его женой стала Руфина Ивановна Туроверова] на дочери известного писателя-петрашевца А. И. Пальма и драматической актрисы К. Г. Жаковской — Александре (1855―1933). В этом браке родились десять детей, среди которых поэт и переводчик И. И. Тхоржевский. Хорошо владея французским и немецким языками, она помогала Тхоржевскому в переводах западно-европейских поэтов (с 1876), в основном политических сатир и памфлетов П. Ж. Беранже, В. Гюго, Г. Гейне и др., которые, как и их юмористические стихи, часто появлялись под общим псевдонимом Иван-да-Марья в журналах «Стрекоза» (1876—1879), «Будильник» (1878—1879), газете «Суфлёр» (1879—1884) и др. Многие из них вошли, наряду с оригинальными произведениями Тхоржевского в его «Собрание стихотворений» (1878).
Тхоржевский сыграл большую роль в популяризации поэзии Беранже и Гюго, не только как переводчик, но и как составитель сборников: «Полное собрание песен Беранже в переводах русских писателей» (1893, 1914; значительную часть сборника занимали переводы самого Тхоржевского) и «Собрание стихотворений Виктора Гюго в переводах русских писателей» (1896). Обе книги сильно пострадали от цензуры: некоторые стихотворения были исключены из издания, другие сокращены. Тхоржевскому также принадлежали первые русские переводы из грузинской поэзии, вошедшие позже в книгу «Грузинские поэты в образцах» (1889). Критика отмечала грацию и мелодичность стиха, признавала талант переводчика, но упрекала Тхоржевского в выборе наименее удачных и безликих авторов и произведений.
В 1877 году Тхоржевский ходатайствовал о разрешении ему издавать и редактировать газету «Юг», но получил отказ, мотивированный тем, что «ввиду… недостаточности образования… и полной неизвестности его имени в литературе и журналистике, можно… полагать, что он будет лишь подставным лицом, руководителем же… будет отец его жены, г. Пальм…».
Тхоржевский печатался в местных газетах и журналах «Кавказ», «Новое обозрение», «Обзор», «Тифлисский листок», с 1881 года — в журнале «Фаланга» (закрыт в 1882 году), где был сначала фактическим, а затем и официальным редактором, имела сатирическую направленность: критике подвергались политические, социальные и нравственные основы самодержавия. Издавал юмористический журнал «Гусли» (1881—1882), также вскоре прекративший своё существование из-за цензурных притеснений и финансовых трудностей. В 1901 году стал редактором-издателем тифлисского журнала «Аргонавт», в работе над которым ему помогали жена и сын. В 1903 году из-за проблем со здоровьем Тхоржевский не смог дальше исполнять обязанности редактора, в связи с чем издание журнала было приостановлено и в мае 1904 года окончательно прекращено. Завершилась и литературная деятельность. 
Тхоржевский умер от туберкулёза (1910).

## Семья
- Первая жена  — Александра Сербинова (?—1870)
  - Дочь — Ольга Ивановна в замужестве Владимирова (1866—2.12.1889), её муж поручик Николай Николаевич Владимиров[4].
- Вторая жена (с 1872 до ранее 1874)  — Руфина Ивановна Туроверова
- Третья жена (с 1874) — Александра Александровна (урожденная Пальм, 1855―1933)[5], дочь петрашевца Александра Пальма, в этом браке 10 детей, из них известны имена семерых.
  - Дочь —  Александра Ивановна в замужестве Петрова (10.01.1876—?), муж Николай Филиппович Петров[4];
  - Сын — Иван Иванович Тхоржевский (19.09.1878— 11.03.1951), жена Зинаида Андреевна Искрицкая (26.05.1878— 29.07.1947), сестра Михаила Искрицкого, у них сын Георгий (1913—2006),[4];
  - Дочь — Нина Ивановна Тхоржевская (31.10.1887—?)[4];
  - Сын  — Владимир Иванович Тхоржевский (26.10.1889—?)[4];
  - Сын  — Сергей Иванович Тхоржевский (18.06.1893—29.01.1942), жена Нина Сергеевна, урождённая Шумкова, у них сын писатель Сергей Тхоржевский[4];
  - Сын  — Алексей Иванович Тхоржевский (?—?)[4]
  - Сын  —  Михаил Иванович Тхоржевский (?—?)[4]